# Helena Jaworska

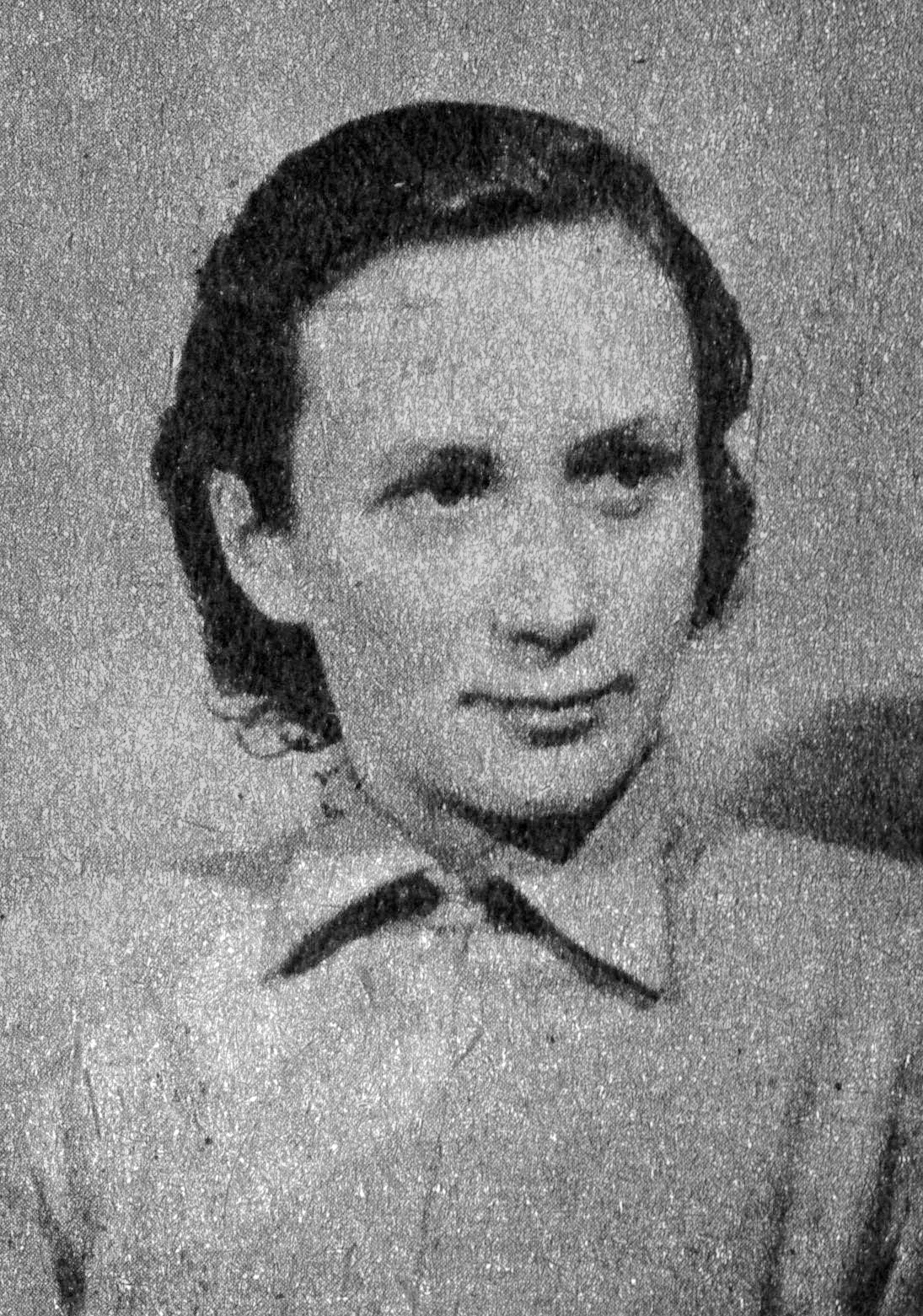
Helena Jaworska

Helena Aleksandra Jaworska-Werner (* 26. Februar 1922 in Warschau; † 27. Januar 2006 ebenda) war eine Politikerin der Polnischen Vereinigten Arbeiterpartei PZPR (Polska Zjednoczona Partia Robotnicza) in der Volksrepublik Polen, die unter anderem zwischen 1947 und 1965 Mitglied des Sejm sowie von 1954 bis 1957 Vorsitzende des Hauptvorstandes des Polnischen Jugendverbandes ZMP (Związek Młodzieży Polskiej) war.

## Leben

### Zweiter Weltkrieg, Jugendfunktionärin und Journalistin
Helena Jaworska, Tochter von Leon Jaworski, wurde 1943 Mitglied der Polnischen Arbeiterpartei PPR (Polska Partia Robotnicza), die am 5. Januar 1942 im Untergrund in Warschau gegründet wurde. Außerdem engagierte sie sich im Zweiten Weltkrieg gegen die deutsche Besatzungsmacht in der Volksgarde GL (Gwardia Ludowa), die im Januar 1944 zur Volksarmee AL (Armia Ludowa) wurde. Außerdem war sie seit 1943 Aktivistin der Union junger Kämpfer ZWM (Związek Walki Młodych). Sie wurde am 31. Dezember 1943 Mitglied des Nationalrates (Krajowa Rada Narodowa), dem sie für die ZWM bis 1947 angehörte. In dieser Zeit war sie Sekretärin des Ausschusses für Kultur und Kunst sowie Mitglied des Ausschusses für Arbeit, Wohlfahrt und Gesundheit. Außerdem war sie zwischen 1944 und 1946 erst Redakteurin sowie danach von 1946 bis 1948 stellvertretende Chefredakteurin von Walka Młodych, die Zeitung der ZWM. Zwischenzeitlich war sie 1945 auch noch Ausbilderin an der Zentralen Schule der ZWM Warschau.
Sie wurde 1947 für die PPR Mitglied des Gesetzgebenden Sejm (Sejm Ustawodawczy) und gehörte diesem für den Wahlkreis Nr. 29 Stettin bis 1952 an. Sie war in dieser Zeit Mitglied des Präsidiums der PPR-Fraktion sowie weiterhin Mitglied des Ausschusses für Kultur und Kunst sowie für Propaganda. Nach der Änderung der Sejmordnung vom 2. Juli 1949 blieb sie Mitglied des Ausschusses für Kultur und Kunst. Nach der Gründung der Polnischen Vereinigten Arbeiterpartei PZPR (Polska Zjednoczona Partia Robotnicza) war sie zwischen 1948 und 1950 Chefredakteurin der Zeitschrift Pokolenie sowie im Anschluss von 1950 bis 1954 stellvertretende Chefredakteurin der Zeitung Sztandar Młodych, die beides Presseorgane des neuen Polnischen Jugendverband ZMP (Związek Młodzieży Polskiej) waren. Außerdem war sie auch als Redakteurin für Trybuna Ludu, die Parteizeitung der PZPR.

### Abgeordnete, Vorsitzende des Jugendverbandes und Polnischer Herbst 1956

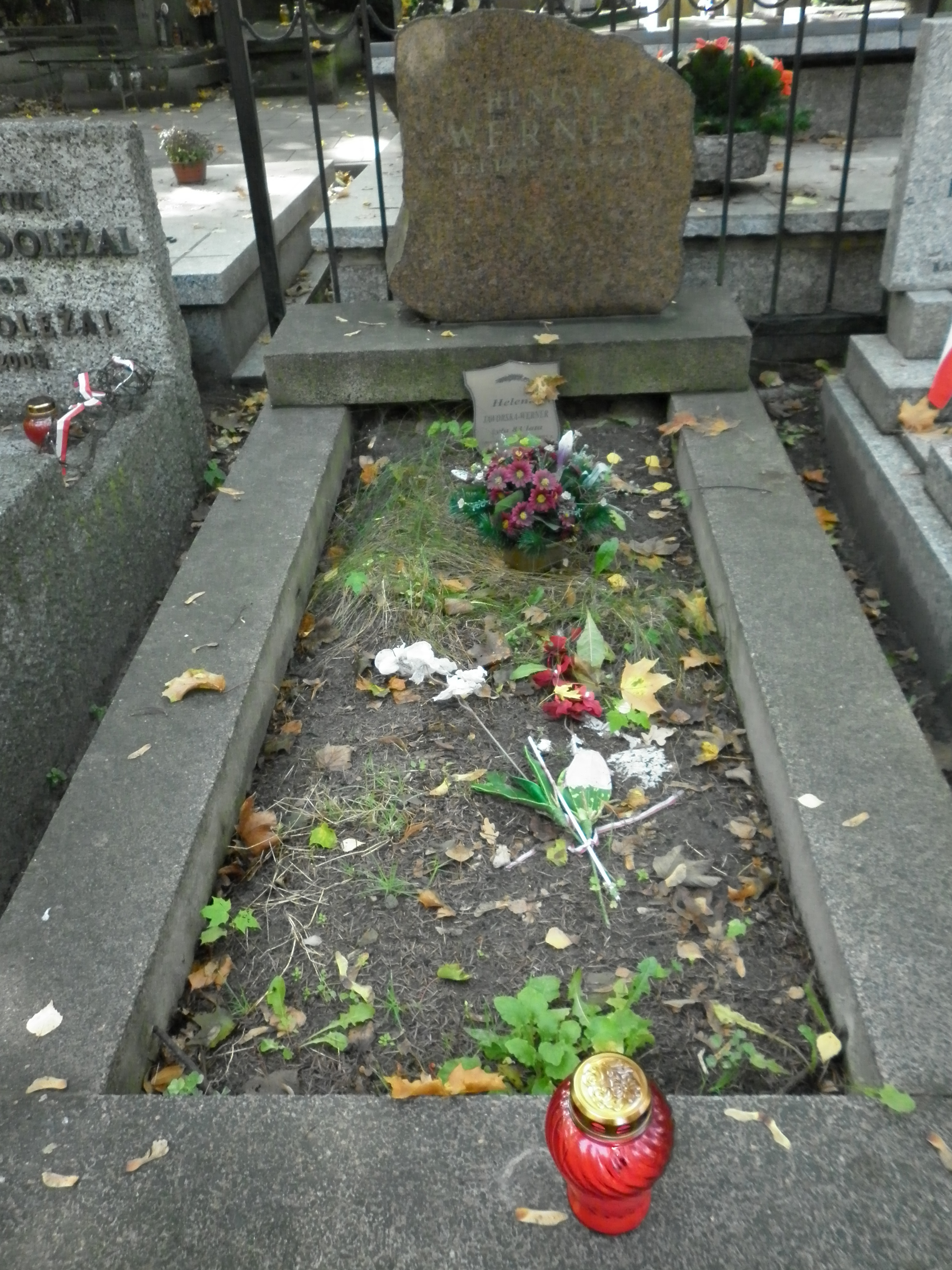
Grabstätte auf dem Warschauer Powązki-Militärfriedhof

Am 20. November 1952 wurde Jaworska für die PZPR erstmals Mitglied des Sejm und vertrat in diesem in der ersten Wahlperiode bis zum 20. November 1956 den Wahlkreis 38 Koszalin, in der zweiten Legislaturperiode zwischen dem 20. Februar 1957 und dem 17. Februar 1961 den Wahlkreis Nr. 2 Warschau-Stare Miasto sowie zuletzt in der dritten Legislaturperiode vom 15. Mai 1961 bis zum 31. März 1965 den Wahlkreis 35 Szczecinek. Sie war in der ersten Legislaturperiode zwischen November 1952 und November 1956 Mitglied der Ausschüsse für Haushalt, zur Prüfung von Änderungen des Wahlgesetzes, zur Entwicklung der Geschäftsordnung des Sejm sowie für Finanzen und Haushalt. In der zweiten und dritten Legislaturperiode war sie von Februar 1957 bis März 1965 sowohl Mitglied des Präsidiums der PZPR-Fraktion als auch Mitglied des Ausschusses für Kultur und Kunst. In der dritten Legislaturperiode war sie zwischen Mai 1961 und März 1965 außerdem Mitglied des Innenausschusses. Sie wurde auf dem II. Parteitag (10. bis 17. März 1954) Kandidatin des Zentralkomitees (ZK) der PZPR und behielt diese Funktion bis zu einem ZK-Plenum am 28. Juli 1956.
Als Nachfolgerin von Stanisław Pilawka übernahm Jaworska am 21. Oktober 1954 die Funktion als Vorsitzende des Hauptvorstandes des Polnischen Jugendverbandes ZMP (Związek Młodzieży Polskiej). Sie behielt diese Funktion bis zum 11. Januar 1957, woraufhin Józef Lenart Vorsitzender des in Union der sozialistischen Jugend ZMS (Związek Młodzieży Socjalistycznej) umbenannten Jugendverbandes der PZPR wurde. Sie war außerdem zwischen dem 20. November 1954 und dem 30. November 1956 Mitglied des Präsidiums des Nationalkomitees der Nationalen Einheitsfront (Front Jedności Narodu), eine der PZPR unterstellte gesellschaftspolitische Institution, die ihre politischen Ziele umsetzt und auch andere politische Parteien, Gewerkschaften und auch soziale Organisationen einschloss. Am 28. Juli 1956 wurde sie auf einem ZK-Plenum Mitglied des ZK der PZPR und gehörte diesem Führungsgremium der Partei nach der Bestätigung auf dem ZK-Plenum vom 21. Oktober 1956 bis zum III. Parteitag (10. bis 19. März 1959) an.
Während der Zeit des Polnischen Oktober 1956 gehörte Helena Jaworska im Machtkampf innerhalb der PZPR der nach einem Komplex modernistischer Mietshäuser in der Ul. Puławska 24 und 26 in Warschau benannten „Pulawy“-Gruppe (Puławianie) unter Führung von Roman Zambrowski und Leon Kasman an, die hauptsächlich aus Intellektuellen und Aktivisten bestand, die im ersten Jahrzehnt Volkspolens aktiv gewesen waren. Die Pulawy-Fraktion stand in Opposition zur Natolin-Fraktion um Zenon Nowak, Wiktor Kłosiewicz, Hilary Chełchowski, Aleksander Zawadzki, Władysław Kruczek, Władysław Dworakowski, Kazimierz Mijal, Franciszek Mazur, Bolesław Rumiński, Franciszek Jóźwiak und Stanisław Łapot, die gegen die Liberalisierung des kommunistischen Systems war, und die nationalistische und antisemitische Parolen proklamierte, um in der PZPR an die Macht zu kommen.
Nach ihrer Tätigkeit als Vorsitzende des ZMP wurde Helena Jaworska 1957 Redakteurin von Nowe Drogi, eine von 1947 bis 1989 vom Parteiverlag Prasa-Książka-Ruch herausgegebene ideologische Monatszeitschrift des ZK der PZPR. Auf dem III. Parteitag (10. bis 19. März 1959) wurde sie wiederum Kandidatin des ZK und behielt diese Funktion bis zum IV. Parteitag (15. bis 20. Juni 1964). Für ihre langjährigen Verdienste in der Volksrepublik Polen wurde sie mehrfach ausgezeichnet und erhielt unter anderem 1954 den Orden Erbauer Volkspolens (Order Budowniczych Polski Ludowej), den Orden des Grunwald-Kreuzes (Order Krzyża Grunwaldu) Dritter Klasse, die „Ludwik Waryński“-Medaille (Medal im. Ludwika Waryńskiego) sowie zuletzt 1985 die sowjetische Medaille „40. Jahrestag des Sieges im Großen Vaterländischen Krieg 1941–1945“. Sie wurde nach ihrem Tode auf dem Warschauer Powązki-Militärfriedhof beigesetzt.